# Adjoavi Sika Kaboré
Sika Kaboré, née Adjoavi Sika Vovor le 20 octobre 1959 à Lomé (Togo), est l'épouse de Roch Marc Christian Kaboré, président du Burkina Faso de 2015 à 2022.
Juriste de formation, elle est la fondatrice et la présidente de la Fondation KIMI

## Biographie

### Famille
Sika Kaboré est la fille de Mawupé Valentin Vovor, professeur de médecine, et d'Emilia Moreira, sage-femme, enseignante. Elle est la seconde d'une famille de cinq enfants.
Sika Kaboré est mariée depuis 1982 à Roch Marc Christian Kaboré qu’elle a rencontré lors de ses études en France. Le couple a 3 enfants.

### Formation
Sika Kaboré a effectué ses études supérieures au Togo et en France après un baccalauréat en lettres obtenu à Lomé.
En 1979, elle obtient une maîtrise de droit privé à l'université du Bénin à Lomé (actuelle université de Lomé).
À l'issue de son second cycle universitaire, elle rejoint l'Université de Bourgogne à Dijon en France où elle poursuit un troisième cycle universitaire et obtient en 1980 un certificat en administration des entreprises au sein de l'IAE de Dijon.

## Carrière et activités publiques
Sika Kaboré effectue sa carrière professionnelle au sein de la Chambre de commerce et d'industrie du Burkina Faso (CCI-BF) à Ouagadougou, où elle entre en qualité de chargée d’études juridiques, et siège au sein de son Comité de Direction. En 2014, elle a été nommée conseiller technique du directeur général de la CCI-BF, chargée de l'administration des commissions consulaires et de l'organisation de la représentation de la CCI-BF dans les instances nationales et internationales. 
Outre ses activités professionnelles, le bien-être et la promotion de la femme figurent parmi ses engagements associatifs. C'est également en tant que Première Dame qu'elle milite pour la promotion et l'épanouissement de la femme au Burkina Faso : respect des droits et de l'intégrité physique et morale, accès à la santé, contribution des femmes au développement du pays. 
La Fondation KIMI, le Comité inter-africain sur les pratiques traditionnelles ayant effet sur la santé des femmes et des enfants] (CI-AF) et le Groupe d'action de lobbying et de plaidoyer (GALOP) figurent parmi les structures associatives utilisées pour promouvoir le droit des femmes.  

### La fondation Kimi
Sensible au respect et à la promotion des droits de l’Homme, Sika Kaboré s’investit depuis plusieurs années pour la cause de la femme et des enfants. Parallèlement à ses activités professionnelles, elle crée ainsi en 2006 l'association d'aide à la santé préventive Kimi (« parapluie » ou « protection » par analogie en langue dioula) et l’anime,.
L’action de l’association s’articule autour de trois axes stratégiques : un programme de sensibilisation à la lutte contre les cancers génitaux chez la femme, une contribution à l'élimination du trachome et des maladies diarrhéiques et une contribution au renforcement à la lutte contre la drépanocytose. Elle vise à prévenir les principales maladies affectant les femmes et les enfants. Au Burkina Faso, les cancers génitaux occupent le premier rang des cancers chez la femme. Beaucoup de facteurs (sociaux, culturels et économiques) rendent difficiles la prévention et même la prise en charge des personnes affectées, malgré les efforts fournis par le gouvernement, notamment par la prise de la décision de rendre les soins gratuits aux femmes et aux enfants de moins de 5 ans. 

#### Activités de sensibilisation, formation, dépistage et appui
Les femmes du milieu rural ont en général moins accès aux structures de santé, d'éducation et sont plus pauvres, donc plus vulnérables. La fondation met ainsi l'accent sur l'organisation de campagnes de sensibilisation des femmes-leaders et de formation des prestataires sanitaires, notamment dans les villes comme Dédougou (2008), Diapaga (2009), Po (2010), Komsilga (2014), Boussouma (2016), Titao et Gaoua (2017), Manga (2018). Plus de 100 000 femmes et près de 150 prestataires de santé ont eu accès à ces services. Une semaine du Ruban Rose a par ailleurs été organisée en 2008 et 2014 à Ouagadougou, en 2009 à Bobo Dioulasso et à Banfora, en 2011 à Ouahigouya, en 2012 à Koudougou, en 2017 à Gaoua et en 2018 à Manga. 
La fondation Kimi a par ailleurs procédé à l'accompagnement de diverses associations dans l'organisation de campagnes de dépistages de cancers du col de l'utérus, tout en facilitant l'implantation du programme Be Healthy Be Mobile (BHBM) au Burkina Faso, qui vise à favoriser l'utilisation du téléphone portable comme outil de sensibilisation pour le dépistage et le contrôle des cancers féminins. 

#### Activités de plaidoyer et de lobbying
Des conférences multidisciplinaires de sensibilisation et de plaidoyer sur le dépistage et la prise en charge du cancer ont été organisées en français en en langues locales en 2006, 2008 et 2012 à Ouagadougou. Ces conférences destinées à la fois au grand public, aux professionnels de santé et aux politiques ont eu pour objectifs de faire la promotion de l'utilité de la mise en place des registres des cancers ainsi que de la prise en charge multidisciplinaire des cancers à travers la mise en place des Réunions de Concertation Pluridisciplinaire (RCP). 
Avec l'appui de la commission de l'Union économique et monétaire ouest-africaine (UEOMA), la fondation Kimi a organisé en novembre 2017 à Ouagadougou la Rencontre technique régionale des pays membres de l'UEOMA, en présence des ministres de la santé, sous le thème de la lutte contre le cancer, état des lieux et perspectives. Elle s'est achevée par le lancement de l'Initiative d'un engagement solidaire pour lutter contre les cancers couronnées par l'« Appel de Ouagadougou ».  
En lien avec le ministère de l'Agriculture, un programme de vulgarisation de la culture du Niébé a été mis en place pour permettre aux femmes de contribuer au développement du Burkina. L'ambition est d'étendre ce programme aux autres régions du pays après l'expérience réussie dans deux régions pilotes où il a permis aux femmes d'acquérir une autonomie.   

### Comité inter-africain sur les pratiques traditionnelles ayant effet sur la santé des femmes et des enfants (CI-AF)
Ambassadrice du Comité inter-africain sur les pratiques traditionnelles ayant effet sur la santé des femmes et des enfants (CI-AF) depuis 2016, Sika Kaboré œuvre à ce titre contre les pratiques traditionnelles affectant la santé des femmes et des enfants sur les plans national, régional et international. Le CI-AF regroupe 29 pays africains et 17 pays non-africains. Sa principale mission est de contribuer à l'amélioration de l'état de santé, du statut social, économique, politique des femmes et des enfants africains.

### Groupe d'action, de lobbying et de plaidoyer (GALOP) pour la lutte contre les mutilations génitales féminines (MGF) et le mariage d'enfants (ME)
Malgré les nombreuses initiatives gouvernementales et celles de la société civile, les mutilations génitales féminines (MGF) et le mariage d'enfants (ME) constituent une préoccupation et un blocage à l'épanouissement de la jeune fille et de la femme au Burkina Faso. Le Groupe d'action, de lobbying et de plaidoyer (GALOP), présidée depuis 2017 par Sika Kaboré, vise à éliminer ces pratiques. Le GALOP s'implique dans la lutte contre les mariages d'enfants ainsi que les MGF, notamment l'excision, avec l'accompagnement d'organisations de la société civile et des partenaires techniques et financiers. Sika Kaboré à travers le GALOP souhaite renforcer les actions déjà initiées par le Burkina Faso et construire un vaste mouvement national contre les pratiques traditionnelles néfastes que sont les mutilations génitales féminines et les mariages d'enfants. Parmi les actions entreprises figurent notamment des plaidoyers auprès de représentants de la nation, et des actions de sensibilisation, notamment par des représentants de la société civile (artistes, femmes, etc.). 

### L'activité de Sika Kaboré en tant que Première dame
Au cours du mandat de son mari, Sika Kaboré s’engage en faveur de l'autonomisation des femmes et dans la lutte contre l’excision.
En mars 2016, elle se rend à New York dans le cadre de la soixantième session de la Commission de la Condition de la Femme des Nations Unies. Au cours de son séjour, elle participe notamment à la Concertation Francophone sur la lutte contre les violences faites aux femmes et aux filles, organisée par Madagascar et l’Organisation Internationale de le Francophonie. Elle préside le Panel organisé par le Burkina en partenariat avec la Tanzanie, l’Italie et l’Iran, appuyé par le Fonds des Nations unies pour la population (FNUAP) et le Fonds des Nations unies pour l'enfance (UNICEF), sur le thème: « Élimination des mutilations génitales féminines (MGF), une étape cruciale dans la réalisation des Objectifs du développement durable » (ODD). Sika Kaboré insiste sur la nécessité d’instaurer une « égalité des sexes, [qui] ne saurait être une égalité mathématique ni un combat contre le sexe opposé pour occuper une place de prééminence, [mais] plutôt une opportunité d’égalité de chance, une complémentarité pour parvenir à un développement durable ». Elle est également oratrice d’Honneur au plaidoyer organisé par le FNUAP sur les pratiques néfastes aux filles et aux femmes à travers le monde, autour du thème : « Time is now, let’s end harmful practices against women and girls by 2030 », durant lequel elle a appelé toutes les Nations, ainsi que chacun de nous à agir dès aujourd’hui.
Au cours d’une conférence de presse à Ouagadougou en août 2016, Sika Kaboré réaffirme son soutien total à l’élimination définitive de l’excision au Burkina Faso,.
Fin septembre 2016, Sika Kaboré conduit une délégation en Arabie Saoudite en tant qu’Ambassadrice de bonne volonté du Comité inter-africain de lutte contre les pratiques traditionnelles affectant la santé des femmes et des enfants (CI-AF) pour « aller faire un plaidoyer en faveur du financement du programme quinquennal des activités du CI-AF ». Elle déclare à cette occasion « Quand nous parlons de pratiques traditionnelles, il y a celles qui sont bonnes et celles qui sont néfastes. Et là, pour ce séjour, il s’agissait effectivement d’aller défendre un dossier sur les MGF (l’excision). »

### Pour un cadre de vie sain
Le 23 janvier 2017 à Ouagadougou, l’épouse du chef de l'État burkinabè lance la campagne de solidarité citoyenne pour l'accès aux toilettes « Fasotoilettes 2017 », menée par l’ONG IRC Burkina Faso en collaboration avec le ministère de l’Eau et de l’Assainissement burkinabè, les ONG Water Aid et l'association Eau Vive Internationale, ainsi que la fondation KIMI.
Sika Kaboré déclare à cette occasion être affligée par les difficultés d'accès à des toilettes de nombreuses parties de la population.